# 6163 Reimers
A 6163 Reimers (ideiglenes jelöléssel 1977 FT) egy kisbolygó a Naprendszerben. Hans-Emil Schuster fedezte fel 1977. március 16-án.